# Дарвідас Шярнас
Дарвідас Шярнас (лит. Darvydas Šernas, нар. 22 липня 1984, Алітус, Литовська РСР) — литовський футболіст, нападник, фланговий півзахисник клубу «Атлантас».
Виступав, зокрема, за клуби «Ветра», «Відзев» та «Заглемб'є» (Любін), а також національну збірну Литви.

## Клубна кар'єра
Шярнас є вихованцем алітусского клубу «Дайнава». У 2003 році футболіст став гравцем вільнюської команди «Ветра». Навесні 2008 року, коли «Ветра» опинилася у фінансовій кризі, Шярнас був відданий в оренду в російський клуб «Спартак-Нальчик», в складі якого футболіст провів 4 матчі. Дебют гравця в чемпіонаті Росії припав на домашню гру з московським «Локомотивом» (14 вересня), в ході якої нальчани поступилися з рахунком 0:1.
Напередодні весняної стадії чемпіонату Польщі з футболу 2008/09 Шярнас був придбаний у «Ветри» лодзинським клубом «Відзев». У складі «Відзева», який в той час виступав у Першій лізі, гравець дебютував 14 березня 2009 року в гостьовому поєдинку з командою «Корона» з Кельців. Матч завершився внічию з рахунком 2:2. Усього в сезоні 2008/09 років Шярнас провів за лодзинський клуб 11 матчів. За підсумками змагання «Відзев» посів перше місце в Першій лізі і повинен був перейти до вищого дивізіону (Екстракласу), проте внаслідок корупційного скандалу Польський футбольний союз ухвалив рішення скасувати підвищення в класі для клубу з Лодзі.
23 серпня 2009 року Шярнас забив свій перший гол за «Відзев», вразивши в домашньому матчі ворота познанської «Варти» (1:0). 25 жовтня футболіст оформив хет-трик у домашній зустрічі з клубом «Зніч» з Прушкува (Мазовецьке воєводство). У тій грі лодзинці здобули перемогу з рахунком 7:0. В цілому в сезоні 2009/10 років гравець провів 26 матчів, забив 13 м'ячів. За результатами сезону «Відзев» знову зайняв перше місце в Першій лізі і отримав право на підвищення в класі.
7 серпня 2010 року Шярнас дебютував в Екстраклясі в домашньому поєдинку з познанським клубом «Лех», забивши м'яч у першому ж матчі (в результаті зустріч закінчилася внічию з рахунком 1:1). Усього в сезоні 2010/11 років футболіст провів 30 ігор і забив 10 м'ячів.
14 липня 2011 року Шярнас підписав трирічний контракт з клубом «Заглемб'є». Дебют футболіста в цьому клубі припав на домашній матч з «Лехом» (5 серпня). В ході поєдинку командам не вдалося виявити переможця (1:1). Дебютним голом за люінський клуб відзначився 12 вересня в матчі 1/16 фіналу кубку Польщі проти МКС (Ключборк).
7 січня 2013 року перейшов до турезького «Ґазіантепспору». У січні 2014 року стало відомо, що Дарвідас на правах оренди перейде до австралійського «Перт Глорі». У своєму дебютному матчі за «Перт» проти «Мельбурн Вікторі» на 50-ій хвилині відзначився забитим м'ячем, при цьому Шярнас вийшов на поле лише за 3 хвилини до цього. Завдяки цьому голу «Перт Глорі» зіграв цей матч у нічию, 1:1. У 2014 році виступав у польському клубі «Вігри» (Сувалки), у складі якого в польському чемпіонаті зіграв 14 матчів та відзначився 2-ма голами.
У 2015 році перейшов до клубу шотландського Прем'єршипу «Росс Каунті», але по завершенні сезону 2014/15 років залишив команду. 6 червня 2015 року стало відомо, що Дарвідас приєднається до столичного клубу «Жальгіріс». У 2016 році зіграв 4 матчі у футболці турецького 
клубу «Аланьяспору».
До складу клубу «Жальгіріс» приєднався 2017 року. Відтоді встиг відіграти за клуб з Вільнюса 12 матчів в національному чемпіонаті.

## Виступи за збірні
Протягом 2004–2006 років залучався до складу молодіжної збірної Литви. На молодіжному рівні зіграв у 10 офіційних матчах, забив 1 м'яч.
Шярнас дебютував як гравець національної збірної Литви 31 травня 2008 року в матчі на Кубок Балтії проти збірної Естонії. Гра відбулася на стадіоні «Слока» в Юрмалі й завершилася перемогою литовської команди з рахунком 1:0. Наразі провів у формі головної команди країни 36 матчів, забивши 5 м'ячів.

### Голи за збірну
| # | Дата            | Зустріч                                               | Суперник   | Рахунок | Результат | Змагання    |
| - | --------------- | ----------------------------------------------------- | ---------- | ------- | --------- | ----------- |
| 1 | 11 лютого 2009  | Estádio Municipal, Албуфейра, Португалія              | Португалія | 2:0     | 3:1       | ТМ          |
| 2 | 7 сентября 2010 | Andrův stadion, Оломоуць, Чехія                       | Чехія      | 1:0     | 1:0       | кв. ЧЄ 2012 |
| 3 | 8 жовтня 2010   | Estadio El Helmántico, Саламанка, Іспанія             | Іспанія    | 1:1     | 1:3       | кв. ЧЄ 2012 |
| 4 | 11 жовтня 2011  | Стадіон імені С. Дарюса та С. Гіренаса, Каунас, Литва | Чехія      | 1:3     | 1:4       | кв. ЧЄ 2012 |
| 5 | 22 марта 2013   | «Під Дубнем», Жиліна, Словаччина                      | Словаччина | 1:0     | 1:1       | кв. ЧС 2014 |

## Досягнення
Особисті
- Найкращий футболіст Литви (1): 2010
- Чемпіон Литви (1): 2015
- Найкращий бомбардир чемпіонату Литви (1): 2017
- Володар Суперкубка Литви (1): 2017